# 科凱邁基

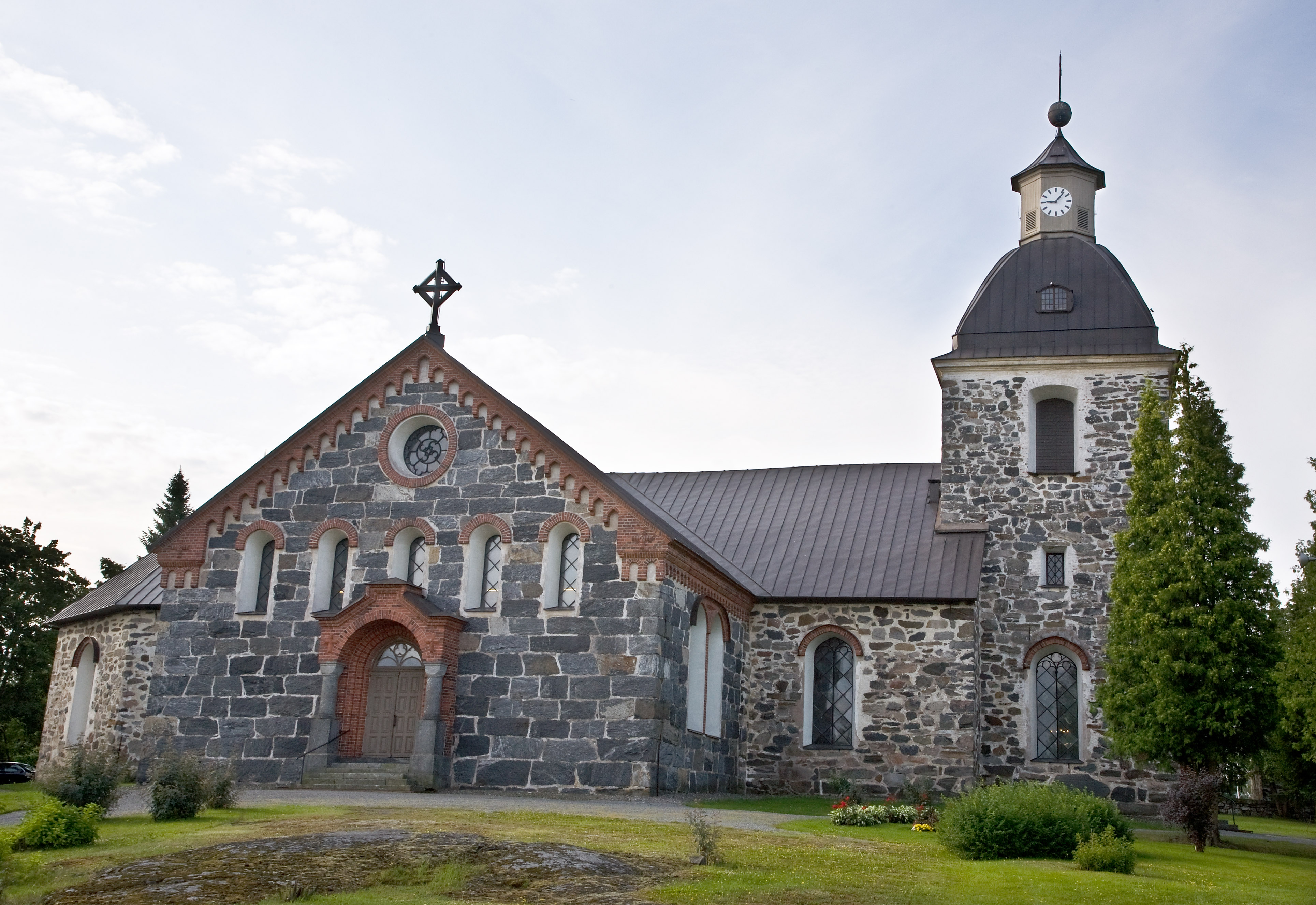
科凱邁基教堂

科凱邁基（芬蘭語：Kokemäki）是芬蘭的市鎮，位於該國南部，距離波里40公里，在薩塔昆塔區内，面積531.27平方公里，2012年人口7,916，其中約99%居民的母語是芬蘭語。

## 外部連結
- 科凱邁基市官方网站 （页面存档备份，存于） （文） （英文）